# Paskalevo, Dobrici
Paskalevo (în bulgară Паскалево, în română Ezibei) este un sat în comuna Dobricika, regiunea Dobrici, Dobrogea de Sud, Bulgaria. 
Între anii 1913-1940 a fost reședința plasei Ezibei a județului Caliacra, România.

## Demografie
Componența etnică a satului Paskalevo
     Bulgari (93,61%)
     Nicio identificare (4,96%)
     Altele (1,41%)
La recensământul din 2011, populația satului Paskalevo era de 705 locuitori. Din punct de vedere etnic, majoritatea locuitorilor (93,61%) erau bulgari. Pentru 4,96% din locuitori nu este cunoscută apartenența etnică.